# Chim mào bắt rắn chân đỏ
Chim mào bắt rắn chân đỏ (Cariama cristata) là một loài chim thuộc họ Chim mào bắt rắn (Cariamidae). Chúng là các loài chim sinh sống trên đất liền và chủ yếu là đi lại trên mặt đất hơn là bay (mặc dù chúng có thể bay một quãng ngắn). Chúng có chân, cổ và đuôi dài nhưng các cánh ngắn, phản ánh đúng cung cách sống của chúng. Các loài chim này có bộ lông nâu với mỏ ngắn và mào thẳng đứng. Môi trường sinh sống là các vùng đồng cỏ khô và thoáng đãng. Loài này làm tổ trên mặt đất và đẻ hai trứng.

## Phân bố
Loài chim này được tìm thấy tại khu vực từ miền đông Brasil tới miền trung Argentina.

## Chế độ ăn
Chim mào bắt rắn chân đỏ là loài ăn tạp, có lẽ đang ăn thịt các con mồi có sẵn khác nhau. Thức ăn của chúng là các loài côn trùng, rắn và thằn lằn và các động vật có xương sống nhỏ khác; thỉnh thoảng, ngô (Zea) các loại hạt và các loại cây trồng khác, trái cây dại và nhựa cây. Trong điều kiện nuôi nhốt, và có thể ngay cả trong tự nhiên, trứng và chim non của các loài chim khác cũng bị ăn thịt.